# Olympisches Stadion Shenyang
Das Olympische Stadion Shenyang ist ein Fußballstadion in Shenyang. Es ist ein Austragungsort der Fußballwettbewerbe der Olympischen Sommerspiele 2008.
Das Stadion hat eine Zuschauerkapazität von 60.000 Plätzen. Die Bauarbeiten begannen am 1. März 2006 und endeten im Juni 2007. Um das Fußballstadion herum gruppieren sich eine Sporthalle und ein Tennisplatz. Die Umgebung des Stadions wurde im Juli 2008 fertiggestellt. Am 6. August 2008 wurde im Olympischen Stadion Shenyang mit der Begegnung Deutschland gegen Brasilien das olympische Frauenfußballturnier eröffnet.